# Promozione 1986-1987
Nella stagione 1986-1987, la Promozione era il sesto livello del calcio italiano (il primo livello regionale).
Il campionato è strutturato in vari gironi all'italiana su base regionale, gestiti dai Comitati Regionali di competenza. Promozioni alla categoria superiore e retrocessioni in quella inferiore non erano sempre omogenee; erano quantificate all'inizio del campionato dal Comitato Regionale secondo le direttive stabilite dalla Lega Nazionale Dilettanti, ma flessibili, in relazione al numero delle società retrocesse dal Campionato Interregionale e perciò, a seconda delle varie situazioni regionali, la fine del campionato poteva avere degli spareggi sia di promozione che di retrocessione.

## Campionati
- Promozione Abruzzo 1986-1987
- Promozione Basilicata 1986-1987
- Promozione Calabria 1986-1987
- Promozione Campania-Molise 1986-1987
- Promozione Emilia-Romagna 1986-1987
- Promozione Friuli-Venezia Giulia 1986-1987
- Promozione Lazio 1986-1987
- Promozione Liguria 1986-1987
- Promozione Lombardia 1986-1987
- Promozione Marche 1986-1987
- Promozione Piemonte-Valle d'Aosta 1986-1987
- Promozione Puglia 1986-1987
- Promozione Sardegna 1986-1987
- Promozione Sicilia 1986-1987
- Promozione Toscana 1986-1987
- Promozione Trentino-Alto Adige 1986-1987
- Promozione Umbria 1986-1987
- Promozione Veneto 1986-1987